# Ochodaeus pocadioides
Ochodaeus pocadioides är en skalbaggsart som beskrevs av Victor Ivanovitsch Motschulsky 1859. Ochodaeus pocadioides ingår i släktet Ochodaeus och familjen Ochodaeidae. Inga underarter finns listade i Catalogue of Life.